# ねこぶちさん
ねこぶちさんは、株式会社ベビーフェイスでデザインされたキャラクターである。「ネコブチサン」「猫渕さん」と表記されることもある。

## 概要
猫をモチーフに擬人化したキャラクターで、ベージュとオフホワイトのブチネコで、こつぶで離れ気味な目が特徴。
もともとベビーフェイスが販売していたTシャツの「おもしろどうぶつ」シリーズの中のひとつのキャラクターであったが、
この猫のキャラクターだけが突出して販売好調だった事から、商標として登録をすまし、2012年春よりシリーズ化された。
2012年以降、春、夏、秋、冬、と年4回シーズン毎に新作の商品が販売されている。

## デザイナー
- H.MURAYAMA　（初代）
- A.KIUCHI　（2代目）
- A.YOSHIDA　（3代目）

## キャラクター設定
暑さも寒さも厳しい土地に生まれたため、丈夫に育つ。実家が小学校の近くだったため、小学生に良く遊んでもらっていた。その時に「ニャー」だけでは全く意志が通じないと気付き、人間の言葉の練習を始める。
小学生だけでなく、通りすがりの大人とも交流していたため、疲れ切った大人の言葉や、親父ギャグも真似できるようになった。
諦めが早い性格だが、好きな事に対しては意志が強く、毎日欠かさず人間の言葉を練習し続けている。

### ネコブチ言葉
ねこぶち言葉はねこぶちさんが発する言葉で、おもに語尾に「にゃー」が付いたり、文中に「にゃ」が入るのが特徴。
「つかれたにゃー」「がんばらにゃい」「やる気がでにゃい」など非常に単純なものが多く、わかりやすいうえ、ゆるゆるした癒し系のキャラがくり出す言葉がクセになるファンが多い。

## ツイッター
熱心なファンが購入した商品をツイッターにアップし、どこのお店で手に入れたかなどで盛り上がっていたため、2015年に公式ツイッターがスタートした。しかしツイートは気まぐれで、キャラ通りマイペースな内容である。

## キャラクター商品
ねこぶちさんのキャラクター商品はTシャツなどのアパレル製品と、リュック、トートバッグなどが販売されている。